# Hyperammininae
Hyperammininae es una subfamilia de foraminíferos bentónicos de la familia Hyperamminidae, de la superfamilia Hippocrepinoidea, del suborden Hippocrepinina y del orden Astrorhizida. Su rango cronoestratigráfico abarca desde el Wenlockiense (Silúrico medio) hasta la Actualidad.

## Discusión
Clasificaciones previas incluían Hyperammininae en la familia Hippocrepinidae, así como en el suborden Textulariina del orden Textulariida.

## Clasificación
Hyperammininae incluye a los siguientes géneros:
- Areniconulus †
- Hyperammina
- Platysolenites †
- Sacchararena †

Otros géneros inicialmente asignados a Hyperammininae y actualmente clasificados en otras subfamilias y/o familias son:
- Botellina, ahora en la familia Botellinidae
- Saccarena †, ahora en la subfamilia Saccorhizinae
- Saccorhiza, ahora en la subfamilia Saccorhizinae

Otros géneros considerados en Hyperammininae son:
- Bactrammina, aceptado como Hyperammina
- Rhabdopleura, aceptado como Hyperammina
- Yanichevskyites †, aceptado como Platysolenites